# Dieudonné Saive
Pour les articles homonymes, voir Saive (homonymie).
Dieudonné Joseph Saive (1889 à Wandre–1970 ou 1973 Wandre) est un concepteur belge d'armes à feu individuelle qui a créé le SAFN 1949 et le FN FAL.

## Biographie
Il est devenu un concepteur d'outils à son entrée à la  Fabrique nationale de Herstal peu de temps après avoir terminé ses études en 1906. Il s'est enfui en Angleterre pendant la Première Guerre mondiale à la suite de l'invasion de la Belgique, où il a travaillé comme machiniste pour Vickers. 
Saive a été assigné pour être l'assistant de John Browning peu avant la mort de ce dernier en 1926. Il est devenu responsable de développement à la Fabrique nationale de Herstal après son décès. Saive a continué sur plusieurs projets de modernisation et d'amélioration d'armes à feu conçues à l'origine par Browning. Saive finit le concept original de Browning pour le pistolet GP-35, devenant le Browning Grand Puissance (GP), ou Browning Hi-Power (HP). C'est la première arme de poing de calibre 9 mm à utiliser un vrai chargeur à double colonne, qui avait une capacité bien plus importante qu'un chargeur simple colonne de longueur équivalente. Le grand magasin a permis à l'arme de posséder un total de quatorze cartouches sans que la poignée soit surdimensionnée ou en saillie. Le Browning GP a été un succès commercial, et a été largement utilisé pendant la Seconde Guerre mondiale par les Allemands et les forces britanniques du Commonwealth. Après la guerre, le Browning GP a été adopté comme arme de poing standard  dans les forces armées de nombreux pays occidentaux, y compris le Royaume-Uni et la Belgique. Les versions modernes du Browning GP restent en production encore aujourd'hui, trois-quarts de siècle plus tard.
En 1932, Saive a amélioré le mécanisme de fonctionnement de la Browning .30 M2, une mitrailleuse d'avion, en augmentant sa cadence de tir à 1 200 coups par minute. En 1938, il apporte des améliorations supplémentaires pour augmenter la cadence de tir à 1 500 coups par minute,.
Saive est surtout connu pour sa conception de fusils à chargement automatique par emprunt de gaz, qui a utilisé un verrouillage par culasse-béquille pour bloquer l'action. Sa carabine SAFN 1949 est entrée en production, et a ensuite été développée pour aboutir au fusil d'assaut parmi les plus répandus qu'est le FN FAL. Il prend sa retraite en 1954.
Il est inhumé au Cimetière de Wandre-Rabosée.

## Sources
Notes
1. ↑  Citation Historic firearm of the month sur Cruffler.com
2. ↑  (en) Ed Buffaloe, « The Baby Browning », sur unblinkingeye.com, 2011 (consulté le 12 juillet 2018).
3. ↑  Goldsmith, Dolf L., The Browning Machine Gun, Volume II: Rifle Caliber Brownings Abroad, Collection Grade Publications, 1re édition (2006)
4. ↑  Jean Huon et Olivier Chavanis, Les armes d'aviation : Tome 1 1914-1945, vol. 1, Chaumont, Éditions Crépin-Leblond, mars 2018, 352 p. (ISBN 978-2-7030-0434-9, lire en ligne), p. 119

Référence
- Johnson, Wayne, and Anthony Vanderlinden (December 2005). "The Last of its Kind: FN's Model 1949 Self-Loading Rifle", American Rifleman: 60–63, 94.

Littérature
- (en) Johnson, Wayne.The FN-49 The Last Elegant Old-World Military Rifle.  Greensboro, NC: Wet Dog Publications, ?.   (ISBN 0-970-79972-1).  Le second chapitre est (apparemment) une biographie de Dieudonne Saive.

Source
- (en) Cet article est partiellement ou en totalité issu de l’article de Wikipédia en anglais intitulé « Dieudonné Saive » (voir la liste des auteurs).